# Ruciane-Nida
Ruciane-Nida é um município da Polônia, na voivodia da Vármia-Masúria e no condado de Pisz. Estende-se por uma área de 17,07 km², com 4 579 habitantes, segundo os censos de 2017, com uma densidade de 268,2 hab/km².